# Sergio Iesi
Sergio Iesi Tedesco (Portogruaro, 8 aprile 1912 – Roma, 6 febbraio 1986) è stato uno schermidore italiano naturalizzato uruguaiano, specializzato nel fioretto.

## Carriera
Nato a Portogruaro, in provincia di Venezia, a 36 anni partecipò, gareggiando per l'Uruguay, ai Giochi olimpici di Londra 1948, nel fioretto: nella gara individuale vinse il suo gruppo nel primo turno, ma uscì ai quarti di finale, conclusi al quinto posto del suo raggruppamento (passavano in semifinale i primi quattro). La gara a squadre si concluse con lo stesso risultato, Iesi, Gallardo, Paladino, Rossi e Ucar arrivarono secondi nel primo turno, qualificandosi ai quarti, dove vennero eliminati. 
Fu di scena alle Olimpiadi anche a Helsinki 1952, a 40 anni, stavolta solo nel fioretto individuale, dove passò il primo turno con il quarto posto, ultimo disponibile, ma venne eliminato al secondo turno.
Morì nel 1986, a 73 anni.